# Nyurbai járás

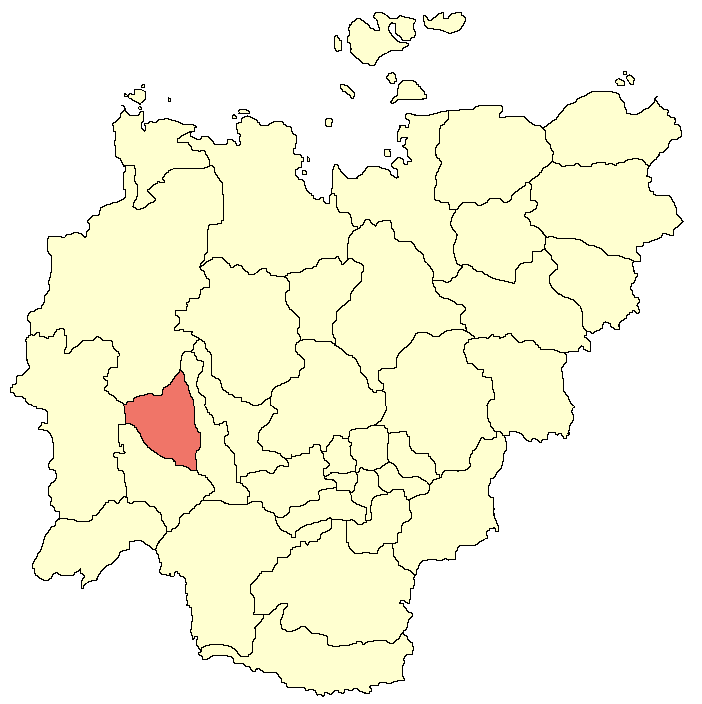
A Nyurbai járás Jakutföldön

A Nyurbai járás (oroszul Нюрбинский район, jakut nyelven Ньурба улууһа) Oroszország egyik járása Jakutföldön. Székhelye Nyurba.

## Népesség
- 1989-ben 28 672 lakosa volt, melynek 81,8%-a jakut, 13,7%-a orosz, 0,2%-a even, 0,2%-a evenk.
- 2002-ben 15 549 lakosa volt.
- 2010-ben 25 258 lakosa volt, melyből 23 896 jakut, 962 orosz, 51 evenk, 46 even, 46 ukrán stb.